# Bettotania
Bettotania es un género de  saltamontes perteneciente a la subfamilia Catantopinae de la familia Acrididae, y no está asignado a ninguna tribu. Este género se encuentra en Indochina y Borneo.

## Especies
Las siguientes especies pertenecen al género Bettotania:
- Bettotania asymmetrica Ingrisch, 1989
- Bettotania cinctifemur (Miller, 1935)
- Bettotania festiva (Miller, 1935)
- Bettotania flavostriata Willemse, 1963
- Bettotania maculata Willemse, 1933